# Тацелвурм
Тацелвурм је назив за легендарно биће које наводно живи на Алпима.

## Опис
Најчешће се описује као велики гуштер са великом мачијом главом и дугачким репом. Претпоставља се да је дугачак између 60 и 90 центиметара.

## Виђења
Прво забележено виђење се десило 1779.. Швајцарски фотограф који се звао Балкин је 1934. видео чудно створење које је успео фотографисати. Тада је покренута експедиција како би пронашли тацелвурма, али ништа није пронађено. Доста научника данас мисли да је фотографија лажна, али ипак су људи настављали пријављивати како су наводно видели тацелвурма.